# Juan Donoso Cortés
Juan Francisco María de la Salud Donoso Cortés y Fernández Canedo, I marquès de Valdegamas (Valle de la Serena, Badajoz, 6 de maig de 1809 - París, França, 3 de maig de 1853) va ser un filòsof, parlamentari, polític i diplomàtic espanyol, funcionari de la monarquia espanyola sota el règim liberal. D'ideologia conservadora, va pertànyer a l'entorn polític del moderantisme i els neocatòlics.

## Vida
Va estudiar Dret a les universitats de Salamanca i Sevilla. El 20 de gener de 1830, a Càceres, va contreure matrimoni amb Teresa García Carrasco y Gómez Benítez, procedent d'una les més acabalades famílies extremenyes i germana del futur primer comte de Santa Olalla. El 24 d'octubre d'aquest mateix any va néixer la seva única filla, María Josefa, que va morir als dos anys.
El 1832 s'instal·là a Madrid, on va publicar Memoria sobre la monarquía, de línia liberal-conservadora, i on va donar començament la seva activitat com a periodista polític, influït pel liberalisme doctrinari de Royer-Collard i altres figures de la Restauració Francesa. Va rebre també forta influència del filòsof italià Giambattista Vico, introduint el seu estudi en llengua espanyola. El 1833 va ingressar en la secretaria d'Estat i va iniciar la seva carrera política. Va donar suport als isabelins en la Primera Guerra Carlina. El 3 de juny de 1835 va morir la seva esposa Teresa.
Va ser secretari del gabinet i de la presidència del Consell el 1836, amb el govern de Mendizábal. El motí dels sergents de La Granja (1836) va dur-lo a combatre el liberalisme i convertir-se al catolicisme. El 1837 va ser elegit diputat per Cadis i el 1840 va marxar a França, poc abans que fos deposada la regent Maria Cristina. Donoso es va convertir en home de confiança i agent de Maria Cristina i no va tornar a instal·lar-se a Espanya fins a la caiguda d'Espartero, el 1843, com a diputat per Badajoz, pel partit Moderat. Va participar en la reforma constitucional de Narváez el 1845.
Va contactar a França amb moviments catòlics i això va determinar la seva evolució cap a una actitud més lligada a la defensa del règim tradicional. De fet, és famós per aquesta bolcada cap a la tradició, a partir de 1848, en què va portar a la impremta el seu famós Discurso sobre la Dictadura que conté la seva teoria de la "dictadura del sabre", una apologia del govern fort com a efecte del caos que ell veia en la revolució de la modernitat. El 1851 va sortir a la llum la seva famosa obra Ensayo sobre el catolicismo, el liberalismo y el socialismo, encarregada pel Vaticà, el seu salt a la filosofia política, precursor del que va esdevenir més tard el Syllabus Errorum, un libel ultramuntà que va fomentar un segle d'intransigència entre catòlics conservadors i liberals. També va ser un orador grandiloqüent i apassionat.
Juntament amb Jaume Balmes representen una referència per al desenvolupament de la ideologia conservadora a Espanya i també del pensament tradicionalista, influint tant en Marcelino Menéndez Pelayo, Juan Vázquez de Mella o José Antonio Primo de Rivera.
Va ser nomenat marquès de Valdegamas i ambaixador en París, on va morir. Les seves restes es troben al cementiri de San Justo de Madrid.

## Relació com a diputat
Va ser elegit diputat el 22 de setembre de 1837 per Cadis que després repetiria el 18 de gener de 1840. El 1843 sortiria escollit aquesta vegada per la circumscripció de Badajoz aprofitant la caiguda d'Espartero sent donat d'alta el 18 d'octubre. Des d'aquest moment tornaria a ocupar aquest escó en 4 legislatures més consecutives fins al 5 de novembre de 1851.

## Antisemitisme
El 20 de desembre de 1836, en la seva obra Del despotismo y su realización en la historia, va escriure:
| « | La idea dominante del pueblo judío es la guerra: el único sentimiento que le conmueve y le subyuga es el odio al género humano. | » |

## Llegat
Fou un dels majors referents intel·lectuals del jurista alemany Carl Schmitt, contribuint al desenvolupament de la seva doctrina del decisionisme polític.
La seva obra, com per exemple el seu Discurso sobre la dictadura, va ser presa pel franquisme per a legitimar el règim dictatorial.